# Alicia McCormack
Alicia McCormack, född 7 juni 1983 i Helensburgh i New South Wales, är en australisk vattenpolomålvakt.
McCormack har representerat Australien i två OS. Hon spelade fyra matcher som målvakt i OS-turneringen 2008 där Australien tog brons. McCormack var med om att vinna ytterligare en bronsmedalj i London 2012.